# Laosiping Zhen
Laosiping Zhen (kinesiska: 老四平镇) är en köping i Kina. Den ligger i provinsen Liaoning, i den nordöstra delen av landet, omkring 170 kilometer nordost om provinshuvudstaden Shenyang. Antalet invånare är 16898. Befolkningen består av 8 272 kvinnor och 8 626 män. Barn under 15 år utgör 15,0 %, vuxna 15-64 år 76 %, och äldre över 65 år 7,0 %.
Genomsnittlig årsnederbörd är 882 millimeter. Den regnigaste månaden är augusti, med i genomsnitt 217 mm nederbörd, och den torraste är januari, med 9 mm nederbörd.